# Brigada 9 Infanterie (1916-1918)
Brigada 9 Infanterie  a fost o mare unitate de nivel tactic, care s-a constituit la 14/27 august 1916, prin mobilizarea unităților și subunităților existente la pace aparținând de Brigada 9 Infanterie  din armata permanentă. Din compunerea brigăzii făceau parte Regimentul 7 Infanterie și Regimentul 32 Infanterie. Brigada a făcut parte din organica Divizia 5 Infanterie, fiind dislocată la pace în garnizoana Ploiești.:p. 82
La intrarea în război, Brigada 9 Infanterie  a fost comandată de colonelul Dumitru Popovici. Brigada 9 Infanterie  a participat la acțiunile militare pe frontul românesc, pe toată perioada războiului, între 14/27 august 1916 - 28 ocotmbrie/11 noiembrie 1918.